# Heinrich Gemkow

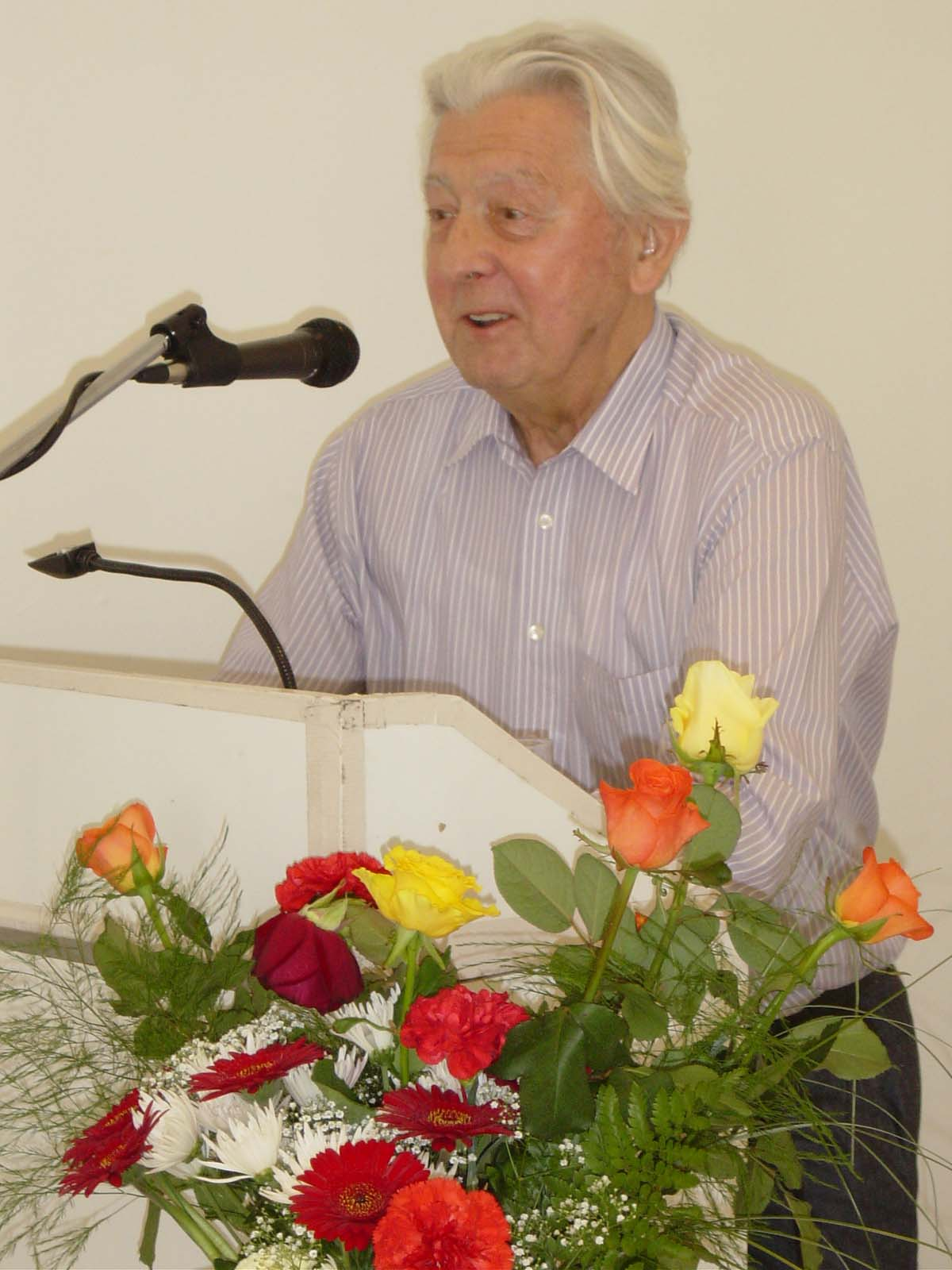
Heinrich Gemkow, 2003 in Berlin

Heinrich Gemkow (* 26. Juni 1928 in Stolp/Pommern; † 15. August 2017 in Berlin) war ein deutscher Historiker.

## Leben
Heinrich Gemkow, geboren in einer Lehrerfamilie, musste den Besuch der Oberrealschule 1943 abbrechen, weil er als Marinehelfer auf der Insel Wangerooge verpflichtet wurde. Von Mai bis August 1945 dauerte seine Kriegsgefangenschaft. Bis 1946 arbeitete er als Tiefbauarbeiter in Bayreuth. Nach dem Besuch der Vorstudienanstalt in Halle-Wittenberg studierte er Germanistik, Geschichte und Pädagogik an der Martin-Luther-Universität Halle von 1947 bis 1951. Danach wurde er Assistent und wissenschaftlicher Mitarbeiter von Alfred Meusel am Museum für Deutsche Geschichte in Berlin. Nach einer Aspirantur promovierte er über Paul Singer 1959 an der Humboldt-Universität Berlin.
Von 1953 bis 1990 arbeitete er am Institut für Marxismus-Leninismus beim ZK der SED, Berlin (als stellvertretender Direktor 1964–1990). 1969 wurde er Professor für Geschichte der Arbeiterbewegung. Er war entscheidend an der Gründung der „Beiträge zur Geschichte der Arbeiterbewegung“ (BzG) beteiligt. Außerdem war er Vizepräsident des Kulturbundes der DDR (1968–1990); Mitglied der Historikerkommission DDR-Polen und Mitglied der Redaktionskommission der MEGA (1975–1990). Gemkow half mit, den Weg zur Internationalen Marx-Engels-Stiftung frei zu machen, weil er die MEGA retten wollte.
Der Schwerpunkt seiner Tätigkeit waren biografische Arbeiten über Paul Singer, Friedrich Engels, Karl Marx, Wilhelm Liebknecht, August Bebel, Wilhelm Bracke, Helena Demuth und die Familien von Marx und Engels. Der Suche und Sicherung für die Forschung von Engels-Dokumenten im Familiennachlass galt seine besondere Aufmerksamkeit. Gemkow unterstützte die Ausführungen Christa Wolfs, die sie bei der Demonstration gegen die Politik in der DDR am 4. November 1989 auf dem Berliner Alexanderplatz machte. „Wir stehen zu den Worten Christa Wolfs an die Bürger der DDR. Fassen Sie Vertrauen, bleiben Sie bei uns!“ Seit 1991 war er Mitglied im „Berliner Verein zur Förderung der MEGA-Edition e. V.“ Seit 1995 war Gemkow Mitglied des Vereins „Helle Panke“ e. V. – Rosa-Luxemburg-Stiftung Berlin.
Er war mit seiner Frau Hilde, geb. Junk (* 1925; † 2012), verheiratet und lebte als Rentner in Berlin. Er stand mit Bert Andréas, Yvonne Kapp, dem Karl-Marx-Haus Trier, Michael Knieriem, Jürgen Kuczynski, Heinz Monz und anderen im Brief- und persönlichen Verkehr. Sein Nachlass kann im Bundesarchiv (SAPMO) benutzt werden. 2014 wurde ihm eine Biografie über Jenny Marx gewidmet.
Gemkow verstarb am 15. August 2017 in einem Berliner Krankenhaus und wurde am 12. September 2017 auf dem Friedhof Pankow III beigesetzt.

## Ehrungen
1981 erhielt er den Nationalpreis der DDR I. Klasse für Wissenschaft und Technik und 1988 den Vaterländischen Verdienstorden in Gold. Anlässlich seines 90. Geburtstages fand ein Kolloquium am 26. Juni 2018 unter dem Titel: Vom mühseligen Suchen und glückhaften Finden in Berlin statt.

## Publikationen
- Neue Funde zur Geschichte der Berliner Universität. In: ZfG, Berlin 1953, Heft 1, S. 120–125[16]
- Joseph Belli. Die rote Feldpost. Mit einem Nachwort von H. G., Dietz Verlag, Berlin 1956[17]
- Friedrich Engels’ Hilfe beim Sieg der deutschen Sozialdemokratie über das Sozialistengesetz. Dietz Verlag, Berlin 1957 (Schriftenreihe Beiträge zur Geschichte und Theorie der Arbeiterbewegung Heft 9)
- Paul Singer. ein bedeutender Führer der deutschen Arbeiterbewegung. Dietz Verlag, Berlin 1957 (Schriftenreihe Beiträge zur Geschichte und Theorie der Arbeiterbewegung Heft 17)
- Ein neuer Fund zur Biographie von Friedrich Engels. In: ZfG, Berlin 1958, S. 345–352.
- Paul Singer. Vom bürgerlichen Demokraten zum Führer der deutschen Arbeiterbewegung (1862–1890). Phil. Diss., Humboldt-Universität Berlin 1959.
- Ein Brief August Bebels an polnische Sozialisten. BzG, Berlin 1961, Heft 2, S. 376–378.[18]
- August Bebel: Diesem System keinen Mann und keinen Groschen. Aus Reden und Schriften. Ausgew. u. eingel. von H. G. Dietz Verlag, Berlin 1961. (Kämpfe der deutschen Arbeiterklasse 4)
- Friedrich Engels’ Reise auf den Kontinent im Jahre 1893. In: BzG. Sonderheft Beiträge zur Marx-Engels-Forschung in der DDR. Berlin 1962, S. 242–256.
- Karl Marx, Friedrich Engels. Briefwechsel mit Wilhelm Bracke (1869–1880). Im Auftrag des Instituts für Marxismus-Leninismus beim ZK der SED herausgegeben und eingeleitet von H. G. Dietz Verlag, Berlin 1963. (Bücherei des Marxismus-Leninismus, Band 62)
- Wilhelm Eichhoff: Die Internationale Arbeiterassociation. Ihre Gründung, Organisation, politisch-sociale Thätigkeit und Ausbreitung. Originalgetreue Reproduktion der Ausgabe von 1868, Nachwort von H. G. Dietz Verlag, Berlin 1964
- Brackes Begegnung mit Marx. Ein unveröffentlichter Brief. In: BzG, Berlin 1965, Heft 3, S. 487–490
- Geschichte der deutschen Arbeiterbewegung in acht Bänden. Autorenkollektiv: Walter Ulbricht u. a. An der Ausarbeitung des Gesamtwerkes waren als Autoren beteiligt: Horst Bartel (…) H. G. (…). Dietz Verlag, Berlin 1966
- Karl Marx. Eine Biographie. Dietz Verlag, Berlin 1967 (4. Aufl. 1975)
- Demokratisches Wochenblatt. Organ der Deutschen Volkspartei und des Verbandes Deutscher Arbeitervereine. Mit einer Einl. von H. G.und Ursula Herrmann. Zentralantiquariat der Deutschen Demokratischen Republik, Leipzig 1969
- August Bebel. Eine Bildbiographie. Mit 86 Abbildungen. VEB Bibliographisches Institut, Leipzig 1969 (2. überarb. Aufl. 1986)
- Friedrich Engels. Eine Biographie. Dietz Verlag, Berlin 1970 (6. durchges. Aufl. 1988) auch Verlag Marxistische Blätter, Frankfurt am Main 1970
- August Bebel. Ausgewählte Reden und Schriften. Hrsg. von Horst Bartel, Rolf Dlubek und H. G. Band 1: 1863 bis 1878. Dietz Verlag, Berlin 1970.
- Belli, Joseph. In: Geschichte der deutschen Arbeiterbewegung. Biographisches Lexikon. Dietz Verlag, Berlin 1970, S. 40–41
- Eichhoff, Karl Wilhelm. In: Geschichte der deutschen Arbeiterbewegung. Biographisches Lexikon, Berlin 1970, S. 109–110
- Singer, Paul. In: Geschichte der deutschen Arbeiterbewegung. Biographisches Lexikon. Dietz Verlag, Berlin 1970, S. 431–434
- Einführung. 1 bis 3. Teil. Sendetermin: 24. November 1970, 8. Dezember 1970 und 22. Dezember 1970 (Wissenschaftliche Weltanschauung. Vortragszyklus „Friedrich Engels – Revolutionär und Wissenschaftler“)
- Varianten und politische Funktion der gegenwärtigen Engels-Verfälschung in der BRD. In: Friedrich Engels. Mitbegründer des wissenschaftlichen Sozialismus. Protokoll der internationalen wissenschaftlichen Konferenz anläßlich der 150. Wiederkehr des Geburtstages von Friedrich Engels Berlin, 12. – 13. November 1970. Dietz Verlag, Berlin 1971, S. 382–391.
- Friedrich Engels und das Alternativprogramm der deutschen Sozialdemokratie gegenüber dem Hohenzollernreich In: Friedrich Engels 1820 – 1970. Referate. Diskussionen. Dokumente. Redaktion: Hans Pelger, Friedrich-Ebert-Stiftung, Leiter des Karl-Marx-Hauses, Trier. Verlag für Literatur und Zeitgeschehen, Hannover 1971, S. 99–106. (Schriftenreihe des Forschungsinstituts der Friedrich-Ebert-Stiftung Band 85)
- Über die Bündnispolitik der Arbeiterklasse. Sendetermin: 16. März 1971 (Wissenschaftliche Weltanschauung. Vortragszyklus „Friedrich Engels – Revolutionär und Wissenschaftler (VI)“)
- Treue Freunde – gute Nachbarn. Gemeinsame Traditionen der revolutionären deutschen und polnischen Arbeiterbewegung von den Anfängen bis zur Gegenwart, Dietz Verlag, Berlin 1974
- Einführung. Zyklus „Lebendiges Erbe“. „Stimme der DDR“ Sendereihe: „Wissenschaftliche Weltanschauung“ vom 3. Januar 1974.
- Der Sozialismus – Deine Welt. Verlag Neues Leben, Berlin 1975. DNB 750248742
- Wilhelm Liebknecht. Erinnerungen eines Soldaten der Revolution. Zusammengestellt und eingel. Illustrationen von Günter Lech. Dietz Verlag, Berlin 1976
- Unbekannte Dokumente der Familie Marx aufgefunden. Zum wissenschaftlichen Wert der neu entdeckten Materialien. In: Neues Deutschland vom 5. Mai 1976
- Karl Marx und Edgar von Westphalen – Studiengefährten in Berlin. In: Beiträge zur Marx-Engels-Forschung 1. Berlin 1977, S. 15–22. Digitalisat
- August Bebel. Ausgewählte Reden und Schriften. Hrsg. v. Horst Bartel, Rolf Dlubek, H. G., Ursula Hermann und Gustav Seeber. Bd. 2.1. und Bd. 2.2.; 1878 bis 1890. Dietz Verlag, Berlin 1978
- Kleine Nachträge zur Biographie der Studenten Karl Marx und Edgar von Westphalen. In: Beiträge zur Marx-Engels-Forschung 3. Berlin 1978, S. 143–146. Digitalisat.
- Karl Marx und der revolutionäre Weltprozeß. Gedanken zum 160. Geburtstag des Begründers des wissenschaftlichen Kommunismus. In: BzG, Berlin 1978, Heft 3, S. 323–.* Karl-Marx-Gedenkstätten in Berlin. In: Berliner Kulturstätten. Hrsg. von Alfred Doil. VEB F. A. Brockhaus Verlag, Leipzig 1978, S. 99–100.
- Ein bisher unbekannter Kartengruß von Friedrich Engels. In: BzG, Berlin 1979, Heft 1
- Caroline Schoeler – eine Freundin der Familie Marx und Engels. In: Marx-Engels-Jahrbuch 2. Dietz Verlag, Berlin 1979, S. 241–250. Digitalisat
- Erbschaftverzichterklärung von Jenny Marx. In: 'BzG, Berlin 1980, Heft 2, S. 59–61.
- Der große Revolutionär und Kampfgefährte von Karl Marx. In: Einheit. Zeitschrift für Theorie und Praxis des wissenschaftlichen Sozialismus. Berlin 1980, Heft 11, S. 1101–1107
- Unser Leben. Eine Biographie über Karl Marx und Friedrich Engels. Dietz Verlag, Berlin 1981 (12. durchges. Aufl. 1989)
- Schlußwort. In: Beiträge zur Marx-Engels-Forschung 9. Berlin 1981, S. 222–228.Digitalisat
- Notwendige Korrektur eines Datums. In: Beiträge zur Marx-Engels-Forschung 13. Berlin 1982, S. 41–44.
- Ihre Namen leben durch die Jahrhunderte fort. Kondolenzen und Nekrologe zum Tode von Karl Marx und Friedrich Engels. Redaktion H. G. u.a. Dietz Verlag, Berlin 1983.
- August Bebel.Ausgewählte Reden und Schriften. Hrsg. v. Horst Bartel, Rolf Dlubek, H. G., Ursula Hermann und Gustav Seeber. Bd. 6. August Bebel. Aus meinem Leben. Dietz Verlag, Berlin 1983.
- Vom Highgate-Friedhof zum Marx-Engels-Platz. Marx-Engels-Jubiläen im Spiegel eines Jahrhunderts. Dietz Verlag, Berlin 1983 – Lizenzausgabe Spuren in unsere Zeit. Marx-Engels-Jubiläen im Spiegel eines Jahrhunderts. Verlag Marxistische Blätter, Frankfurt am Main 1983
- Marxgedenktage in der deutschen Arbeiterbewegung. In: BzG, Berlin 1983, Heft 2, S. 176–186.
- Wilhelm Bracke. Auf dem Weg zum Marxismus. 3 Teile in einem Band, Braunschweig 1873–1876. Mit Vorwort von H. G. Zentralantiquariat der Deutschen Demokratischen Republik, Leipzig 1984
- Karl Marx Friedrich Engels. Vom Glück der Gemeinsamkeit. Über Liebe, Freundschaft, Solidarität. Zusammengestellt und eingeleitet von Heinrich und Hilde Gemkow. Illustrationen von Thomas Schleusing. Dietz Verlag, Berlin 1985
- Ein neugefundener Engels-Brief. In: Marx-Engels-Jahrbuch 8. Dietz Verlag, Berlin 1985, S. 315–320. Digitalisat
- Heute vor 102 Jahren starb Karl Marx. Auch im verträumten Ahrtal sich der revolutionären Sache gewidmet. Erlebnisse auf den Spuren des berühmten Kurgastes von 1877 in Bad Neuenahr. In: Neues Deutschland vom 14. März 1985, S. 6
- Nachruf für Bert Andréas. In: Beiträge zur Marx-Engels-Forschung 18. Berlin 1985, S. 159–161. Digitalisat
- Internationales Symposium 10. August 1985. Mensch, Natur und Umwelt im Werk von Friedrich Engels. Wissenschaftliches Arbeitsgespräch 9. November 1985. Marxismus und Biotechnologie. Wuppertal 1986 (Schriftenreihe der Marx-Engels-Stiftung 5), S. 23–28
- Karl Marx’ letzter Aufenthalt in Deutschland. Als Kurgast in Bad Neuenahr 1877. Hrsg. von der Marx-Engels-Stiftung, Wuppertal, Wuppertal [1986] Digitalisat
- Julie Bebel. In: BzG, Berlin 1986, Heft 4, S. 545–553
- Eröffnungsansprache. In: Beiträge zur Marx-Engels-Forschung 21. Berlin 1987, S. 13–15
- Bürgerliche Demokraten an der Seite von Marx und Engels. In: Beiträge zur Marx-Engels-Forschung 21. Berlin 1987, S. 52–57. Digitalisat
- Nachrichten aus dem Engels-Haus. In: BzG, Berlin 1987, Heft 3, S. 411–412
- Wuppertaler Biographien. 14. Folge. In: BzG, Berlin 1987, Heft 5, S. 715
- Michael Knieriem: „Gewinn unter Gottes Segen“. Ein Beitrag zu Firmengeschichte und geschäftlicher Situation von Friedrich Engels. In: BzG, Berlin 1987, Heft 6, S. 449–480
- Karl Marx Friedrich Engels. Mit gewandter Feder. Publizistische Kostbarkeiten aus fünf Jahrzehnten. Zusammengestellt und eingeleitet von Heinrich und Hilde Gemkow. Dietz Verlag, Berlin 1988
- Helena Demuth – „eine treue Genossin“. In: Marx-Engels-Jahrbuch 11, Dietz Verlag, Berlin 1989, S. 324–348. Digitalisat
- August Bebel – „… ein prächtiger Adler“. Nachrufe – Gedichte – Erinnerungen. Hrsg. von H. G. und Angelika Müller, Dietz Verlag, Berlin 1990 (Schriftenreihe Geschichte)
- Ausgaben des „Kommunistischen Manifest“. Eine Ausstellung zum 175. Geburtstag von Karl Marx. Mit einem Geleitwort von Heinrich Gemkow und einem Beitrag von Helmut Seidel, Leipzig 1993 (Rosa-Luxemburg-Verein e. V. Mitteilung 9)
- Das Wichtigste über die Marx-Engels-Gesamtausgabe (MEGA). In: IWK. Internationale wissenschaftliche Korrespondenz zur Geschichte der deutschen Arbeiterbewegung. Berlin 1990, Heft 2, Juni 1990, S. 197–204
- Gustav Mayer und Emil Engels III im Briefwechsel. In: Geschichte im Wuppertal 1993. Hrsg. Bergischer Geschichtsverein. Historisches Zentrum, Stadtarchiv, Stadtbibliothek. Wuppertal 1993, S. 3–8
- Heinrich Gemkow / Rolf Hecker: Unbekannte Dokumente über Marx’ Sohn Frederick Demuth. In: BzG, Berlin 1994, Heft 4, S. 43–59
- Familie und Heimat in Friedrich Engels’ Schriften und Briefen. In: Geschichte im Wuppertal 1994. Hrsg. Bergischer Geschichtsverein. Historisches Zentrum, Stadtarchiv, Stadtbibliothek. Wuppertal 1994, S. 107–114
- Eine wiederentdeckte Erinnerung an Friedrich Engels. In: Beiträge zur Marx-Engels-Forschung. Neue Folge 1994. Hamburg 1994, S. 256–258
- Frauen um Friedrich Engels. In: Geschichte im Wuppertal 1995. Hrsg. Bergischer Geschichtsverein. Historisches Zentrum, Stadtarchiv, Stadtbibliothek. Wuppertal 1995, S. 26–40
- Fünf Frauen an Friedrich Engels’ Seite. In: BzG, Berlin 1995, Heft 4, S. 47–58
- Paul Singer und Friedrich Engels. Vom Wachsen einer Freundschaft. BzG, Berlin 1996, Heft 1, S. 3–13
- Johannes Skambraks. In: MEGA Studien 1996/1. Berlin 1996, S. 149–150
- Auf der Suche nach Lebenszeugnissen von Friedrich Engels. Reminiszenzen. In: BzG, Berlin 1997, Heft 4, S. 73–84
- „Die Welt wird schöner mit jedem Tag“ Bisher unveröffentlichte Briefe Emil Engels Briefe. In: Geschichte im Wuppertal 1997. Hrsg. Bergischer Geschichtsverein. Historisches Zentrum, Stadtarchiv, Stadtbibliothek. Wuppertal 1997, S. 65–74
- Karl Marx’ Taschenuhr – ihr Weg durch 130 Jahre. In: BzG, Berlin 1998, Heft 4, S. 106–110
- „Theuerstes Schwesterlein Marie …“ Bisher unveröffentlichte Briefe Hermann Engels'.  In: Geschichte im Wuppertal 1998. Hrsg. Bergischer Geschichtsverein. Historisches Zentrum, Stadtarchiv, Stadtbibliothek. Wuppertal 1998, S. 10–18
- Edgar von Westphalen. Der ungewöhnlich Lebensweg des Schwagers von Karl Marx. In: Jahrbuch für westdeutsche Landesgeschichte. 25. Jg. 1999. Sonderdruck: Verlag der Landesarchivverwaltung Rheinland-Pfalz.
- Max Oppenheim -Marx’ Kur-Bekanntschaft und Engels’ Briefpartner. In: Beiträge zur Marx-Engels-Forschung. Neue Folge 2000, Hamburg 2000, S. 125–135
- Leserzuschrift zu „Stalinismus und das Ende der ersten Marx-Engels-Gesamtausgabe (1931–1941)“. Zuschrift an die Herausgeber. In: Beiträge zur Marx-Engels-Forschung. Neue Folge 2001. Hamburg 2001, S. 293–295.
- Helena Demuth (1820 – 1890). Ein Leben im Schatten anderer. Vom Kindermädchen in Trier zur Hausdame in London. In: Irina Hundt (Hrsg.): Vom Salon zur Barrikade. Frauen der Heinezeit. Mit einem Geleitwort von Joseph A. Kruse. Verlag J. B. Metzler, Stuttgart / Weimar 2002, S. 415–424. (Heine – Studien Hrsg. von Joseph A. Kruse Heinrich-Heine-Institut der Landeshauptstadt Düsseldorf)
- Sigismund Ludwig Borkheim. Vom königlich-preußischen Kanonier zum Rußland-Experten an der Seite von Marx und Engels. Argument Verlag, Hamburg 2003 (Berliner Verein zur Förderung der MEGA-Edition we.V. Wissenschaftliche Mitteilungen Heft 2)
- Vergessen wir die Alten nicht! Pioniere der ostdeutschen Marx-Engels-Edition. In: Beiträge zur Marx-Engels-Forschung. Neue Folge. Sonderband 5, Argument Verlag, Hamburg 2006, S. 271–282. Digitalisat
- Eine Beratung zu Fragen der Marx-Engels-Forschung (1962). Mit einer Nachbemerkung. In: Beiträge zur Marx-Engels-Forschung. Neue Folge. Sonderband 5, Argument Verlag, Hamburg 2006, S. 405–416.
- Aus dem Leben einer rheinischen Familie im 19. Jahrhundert. Archivalische Funde zu den Familien von Westphalen und Marx. In: Jahrbuch für westdeutsche Landesgeschichte. 34. Jg. 2008 Sonderdruck, S. 497–524.